# Podocarpus humbertii
Podocarpus humbertii är en barrträdart som beskrevs av De Laub. Podocarpus humbertii ingår i släktet Podocarpus och familjen Podocarpaceae. IUCN kategoriserar arten globalt som starkt hotad. Inga underarter finns listade i Catalogue of Life.